# Eugène Mullendorff

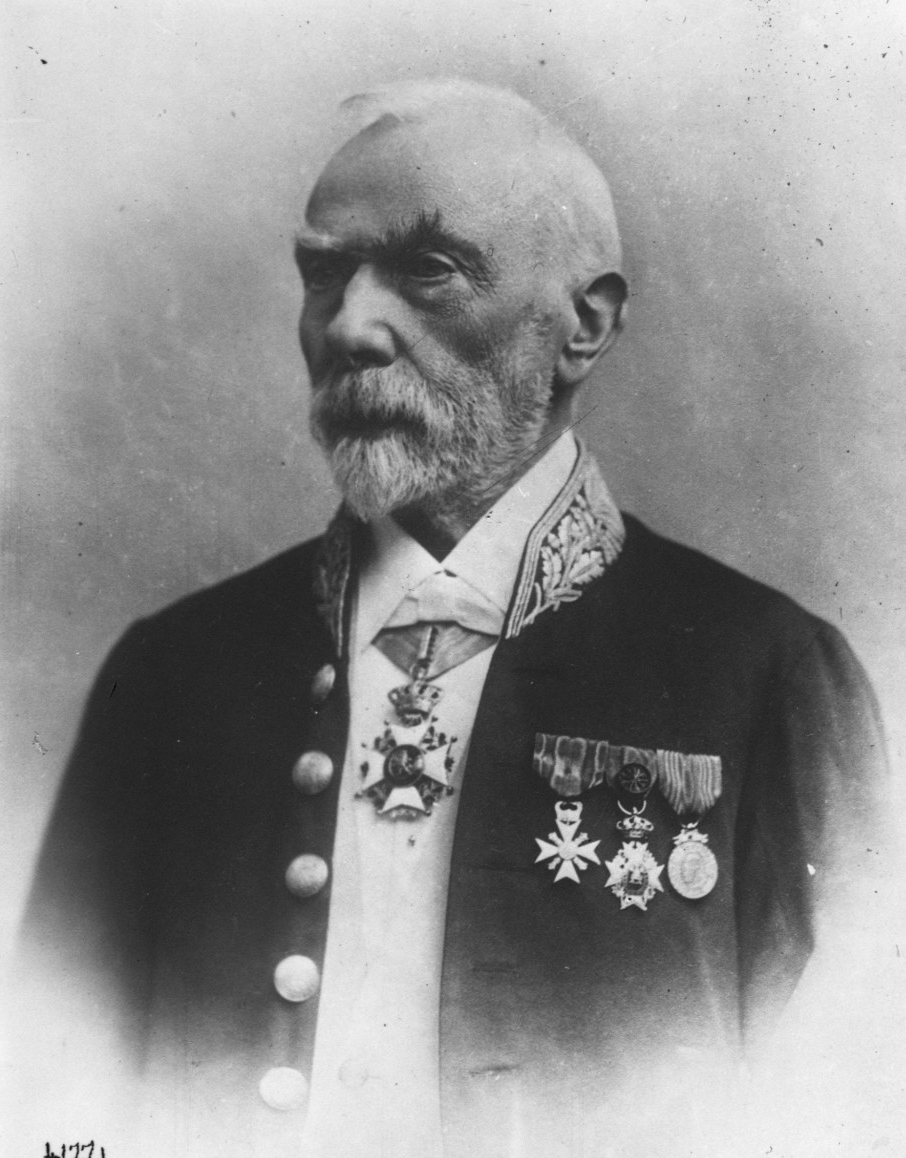

Jean Eugène Mullendorff, ook Mullendorff-Sirtaine, (Verviers, 29 maart 1834 - 28 januari 1920) was een Belgisch volksvertegenwoordiger en burgemeester.

## Levensloop
De industrieel Mullendorff (garenfabrikant) werd liberaal politicus toen hij in 1865 tot gemeenteraadslid van Verviers werd verkozen. Hij werd er schepen (1867-1891) en burgemeester (1891).
Hij was ook provincieraadslid van 1872 tot 1886.
In 1900 werd hij verkozen tot liberaal volksvertegenwoordiger voor het arrondissement Verviers en vervulde dit mandaat tot aan de verkiezingen van 16 november 1919, enkele weken voor zijn dood.
Net als andere familieleden werd hij vermeld als vrijmetselaar.